# 陳耀宗 (澳門)
陳耀宗（Chan Io Chong，1985年6月26日—），澳門男子羽毛球運動員。

## 簡歷
2010年3月，陳耀宗代表馬交體育會贏得全澳羽毛球公開賽男子單打冠軍。
同年11月，陳耀宗代表中國澳門出戰廣州亞運會，參加羽毛球比賽的男子單打及混合雙打（夥拍：龍瑩）項目。